# NS 1700 sorozat
Az NS 1700 sorozat egy holland 1500 V egyenáramú, B'B tengelyelrendezésű villamosmozdony-sorozat. Az Nederlandse Spoorwegen üzemelteti. Összesen 81 db készült belőle a GEC-Alsthom gyárában. Az elektronikus állandó teljesítmény-szabályozásnak hála, ezek a mozdonyok voltak a leggazdaságosabb és a legerősebb mozdonyok a holland vasúton.

## Mozdonyok
Néhány mozdonyt elneveztek különböző holland városokról:
| - 1705 Dalfsen - 1711 Emmen - 1714 Veenendaal - 1719 Voorhout - 1720 Beilen - 1724 Anna Paulowna - 1731 Purmerend - 1732 Zevenbergen - 1733 Boxtel - 1735 Soest † - 1736 Gilze en Rijen - 1738 Duivendrecht - 1739 Dalen |  | - 1740 Baarn - 1741 Putten - 1743 Wolvega - 1744 Wijchen - 1746 Castricum - 1748 't Harde - 1754 Diemen - 1759 Best - 1760 Holten - 1768 Akkrum - 1771 Abcoude - 1773 Enkhuizen - 1774 Gramsbergen |